# 다카하시 쇼운

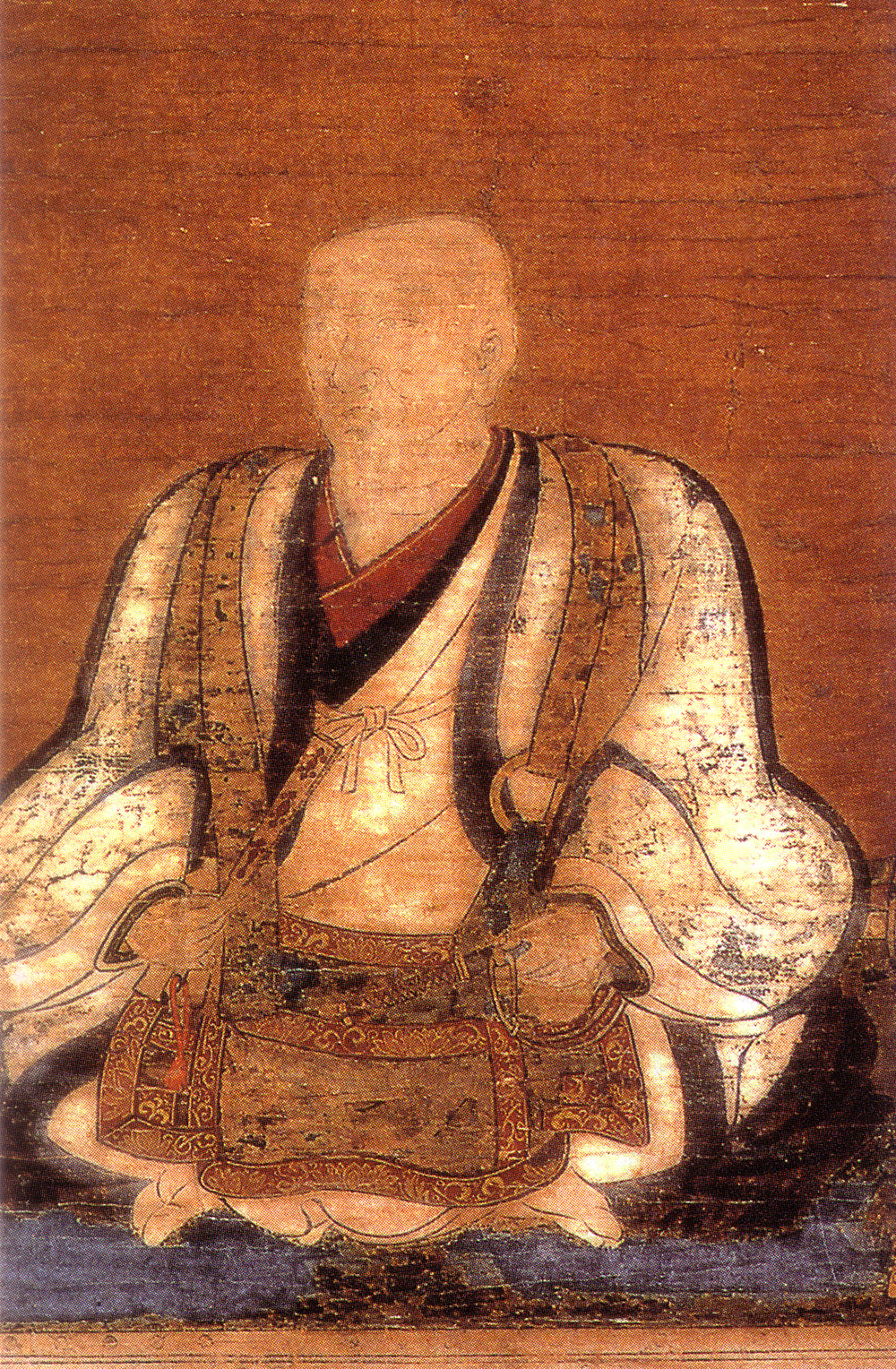
다카하시 쇼운

다카하시 쇼운/시게타네(일본어: 高橋紹運/鎮種, 1548년 ~ 1586년 9월 10일)은 일본 센고쿠 시대에 활약한 무장이다.
분고 오토모씨(大友氏)의 가신. 요시히로 아키마사(吉弘鑑理)의 아들로, 다치바나 무네시게의 친부이다. 부인은 사이토 시게자네(斎藤鎮実)의 여동생. 같은 오토모 가문의 수하 무장인 다치바나 도세쓰(立花道雪)에 견줄만한 용장이었다. 시마즈 가문(島津氏)이 대군을 이끌고 공격해 왔을 때, 지쿠젠 이와야 성(岩屋城)에서 적은 수의 병사로 농성하여, 보름가량 저항하다 옥쇄하였다.
초명은 요시히로 시게타다(吉弘鎮理)이며, 후의 주군 오토모 소린(大友宗麟)의 명으로 다카하시 가문을 이어받아 다카하시 시게타네(高橋鎮種)라 칭하였다.
규슈를 대표하는 센고쿠 시대의 명장으로 유명하다.

## 생애
덴분(天文) 17년(1548년), 오토모 요시아키(大友義鑑)의 중신 요시히로 시게마사의 차남으로 태어났다.
에이로쿠(永禄) 10년(1567년), 오토모 가문의 가신인 다카하시 아키타네(高橋鑑種)가 모반을 일으키자, 여기에 부젠・지쿠젠・히젠의 고쿠진(国人)이 가담하여 큰 규모의 반란으로 번졌다. 반란 진압에는 벳키 아키쓰라(戸次鑑連, 다치바나 도세쓰의 본명)가 크게 활약하였고, 시게타네 역시 부친 시게마사와 형 시게노부(鎮信)와 함께 출진하여 공적을 올렸다.
그 뒤 주군 오토모 소린의 명령으로 다카하시 가문(高橋氏)을 이어받게 되어 성을 다카하시로 바꾸는 동시에 이름도 쇼운(紹運)으로 바꾸고, 이와야 성(岩屋城)과 호만 성(宝満城)을 영지로 받는다. 이후 기타큐슈의 군권을 위임받은 다치바나 도세쓰의 보좌역으로서 지쿠젠의 지배에 공헌하였다.
그러나 덴쇼(天正) 6년(1578년)에 미미가와 전투(耳川の戦い)에서 오토모 가문이 시마즈 가문에게 대패하여 오토모 가문의 세력이 쇠퇴하기 시작하자, 히젠의 류조지 다카노부(龍造寺隆信)와 지쿠고의 쓰쿠시 히로카도(筑紫広門), 지쿠젠의 아키즈키 다네자네(秋月種実)등이 오토모 가문의 영지로 침공을 개시하였다. 이 때 소린은 휴가와 지쿠고 방면에서 시마즈 군・류조지 군과 싸우고 있었기 때문에 원군을 보내지 못하여, 쇼운이 지키는 지쿠젠은 적대 세력 한복판에 고립되어 있는 상황이었다. 그러한 상황에서 쇼운은 도세쓰와 협력하여 아키즈키 다네자네와 지쿠시 히로카도 등을 보란듯이 격퇴하여 뛰어난 지략과 무용을 과시하였다.
덴쇼 9년(1581년, 아들을 얻지 못하고 있던 도세쓰로부터 적남 무네토라(統虎, 후의 다치바나 무네시게)를 양자로 보내어 다치바나 가문을 잇게 해달라는 청을 받는다. 무네토라는 다카하시 가문의 중요한 후계자인데다, 그의 뛰어난 기량을 익히 알고 있었기 때문에 처음에는 거절하였다. 그러나, 쇼운 자신에게 아버지 같은 존재인 도세쓰가 몇번이고 거듭하여 간청했기 때문에 결국에는 받아들이게 되었다.
덴쇼 12년(1584년), 오키타나와테 전투(沖田畷の戦い)에서 류조지 다카노부가 시마즈 가문에게 패하고 전사하자, 소린의 명령으로 다치바나 도세쓰와 함께 지쿠고 탈환을 목표로 침공을 개시한다. 다치바나・다카하시 군은 류조지・시마즈 군세를 격파하고 지쿠고의 대부분을 탈환하였으나, 덴쇼 13년(1585년)에 도세쓰가 진중에서 병사하는 바람에 사태가 급변하게 된다. 미미가와 전투에서 오토모 가문의 가로 급의 명장들이 대부분 전사하였고, 그 뒤를 이은 것은 경험이 부족하고 미숙한 무장들 뿐이었다. 특히 지쿠고 방면에서는 맹주라고 할 수 있는 가마치 아키모리(蒲池鑑盛)의 전사도 있어 그것이 표면화하고 있었는데, 여기에 도세쓰마저 사망하자 지쿠고 방면의 오토모 군 장병 사이에서는 전쟁을 꺼리는 분위기가 급속히 퍼져나갔다. 더욱이 도세쓰의 죽음을 호기로 본 지쿠시 히로카도가 쇼운의 거성인 호만 성을 공격하여 탈취하였기 때문에, 쇼운은 호만 성을 탈환하기 위해 지쿠고 원정을 중지하고 지쿠젠으로 귀환하였다. 그리고 히로카도와 화의를 맺어, 그의 딸을 차남 다치바나 나오쓰구(立花直次, 본명은 다카하시 무네마스(高橋統増)의 정실로 맞아들였다.
덴쇼 14년(1586년), 시마즈 가문은 오토모 가문을 멸망시키기 위하여 2만이 넘는 대군을 이끌고 쇼운이 지키는 이와야 성으로 침공해왔다. 이 때 쇼운의 군세는 겨우 763명에 불과하였으나, 쇼운은 시마즈 군의 항복 권고를 단호하게 거절하고 철저하게 항전하였다(이와야 성 전투(岩屋城の戦い)). 그 결과, 보름 여의 공방전으로 쇼운을 비롯하여 다카하시 군은 7월 27일에 전원 전사하여 이와야 성은 함락되었다. 향년 39세.

## 인물・일화
- 쇼운이 시마즈군과 싸웠던 이와야 성 유적에는 쇼운의 묘와 「아아 장렬하도다. 이와야 성 터(嗚呼壮烈岩屋城址)」라고 적힌 비석이 세워져 있다.
- 장남 무네토라가 도세쓰의 양자로 들어갈 때, 쇼운은 무네토라에게 「도세쓰 님을 친부처럼 생각하고 따르도록 하여라」고 말하고, 또한 와키자시(脇差, 허리에 차는 단도) 히젠나가미쓰(備前長光)를 주면서 「도세쓰 님과 아비가 싸우게 된다면 이 칼로 아비를 찌르거라」고 훈계했다고 한다.
- 무용에 있어서는 도세쓰에게 뒤지지 않아서, 무네토라를 양자로 보내게 된 경위 등에서 단순히 사이 좋은 동료 간의 관계가 아니라 부자 관계에 가까웠다고 여겨진다.
- 사이토 시게자네의 여동생(일설에는 딸이라고도 한다)을 정실로 맞아들이는 것이 결정된 뒤, 거듭되는 전투로 인하여 혼례를 올리지 못하고 질질 끌게 되었다. 그러던 사이에 시게자네의 여동생이 천연두에 걸려서 용모가 추해지고 말았다. 그래서 시게자네는 혼약을 취소하고자 쇼운을 찾아 왔으나, 쇼운은 「나는 그녀의 용모에 반하여 혼약을 결심한 것이 아니다. 그녀의 상냥한 마음 가짐 같은 내면에 매료되어 혼약을 결심한 것이니, 용모가 바뀌었다고 해도 전혀 문제 없다.」라고 말하며, 그대로 처로 맞아들였다. 그들 부부는 굉장히 금실이 좋아 자식을 넷이나 얻고, 쇼운의 부인은 가신들로부터 어머니와 같은 존재로 여겨졌다고 한다.
- 아키즈키 가문(秋月氏), 지쿠시 가문(筑紫氏), 하라다 가문(原田氏) 등 주변의 적대세력에 대해 항상 수적으로 불리한 상황에서 전투를 벌일 수 밖에 없었으나, 적진에 원군 도착의 거짓 정보를 흘리고 그 퇴로에 깃발을 세워 원군이 온 시늉을 하며 적군을 혼란하게 만드는 등, 무용뿐만 아니라 지장으로서의 활약도 두드러졌다. 이러한 식으로 여러 세력들의 공세를 이와야 성 낙성때까지 모조리 격퇴하였다.
- 이와야 성 전투에서 쇼운 측에서는 승산이 전혀 없었으나, 쇼운의 부하 중에서 도망치거나 시마즈 군에 항복한 사람은 단 한 사람도 없었다고 한다. 그 만큼 쇼운은 부하들에게 존경받고 있었다. 또한, 자결하기 직전 벌어진 최후의 백병전에서는 쇼운 자신도 시마즈 군을 향해 돌격하여 칼을 휘두르며 베고 물러나고, 물러났다가 다시 베기를 반복하여 혼자서 시마즈 병사 17명을 베었다고 한다.
- 이와야 성 전투가 한창일 때, 시마즈 군의 한 장수가 성 쪽으로 다가가 잠시 휴전을 청하고 「왜 불법을 가볍게 여기고 크리스트 교에 미쳐 사람들의 마음을 현혹하는 무도한 오토모 가문을 위해 진력하고 있는 것입니까. 당신의 무공은 충분히 증명되었습니다. 항복하십시오.」라고 외쳤을 때, 「주군의 가문이 융성할 때는 충성을 바치며 공명을 다투는 자가 많지만, 쇠약해졌을 때는 자신의 목숨을 걸고 자는 드물다. 당신 자신도 시마즈 가문이 쇠퇴했을 때 주군을 버리고 목숨을 아낄 것인가. 무가에 때어난 자로서 은혜와 인의를 잊는 자는 금수보다 못한 것이다.」라고 대답하여, 적 시마즈 군에서도 탄성이 터져나왔다고 한다.
- 이와야 성 전투에서 승산이 없는 것과는 관계 없이, 여전히 쇼운의 군재는 탁월하여 그 활약을 유감없이 발휘하게 된다. 농성군 763인은 2만의 시마즈 군에 대항하여, 철포, 돌, 화살 등을 시마즈 군에게 맹렬하게 퍼부어대고, 때를 맞춰 문을 열고 돌격해 나가는 유격 전술을 구사하여 막대한 피해를 입혔다. 격렬한 농성전이 보름가량 계속되자 다카하시 군도 피로가 누적되어 부상을 입지 않은 자가 단 한 사람도 없는 상황에 빠졌다. 시마즈 군도 항복 권고를 포기하고 최후의 총공격으로 전환하였다. 시마즈 군과의 병력 차이를 만회하기 힘들고 더욱이 급수마저 끊기게 되어, 쇼운 이하 전원이 옥쇄하게 된다. 그러나 시마즈 군에게도 전투로 인한 사상자가 3,000명에 달하는 막대한 피해를 입혔다. 이 때문에 시마즈 군은 군비를 재건하는데 시간을 들이게 되어, 도요토미 군의 규슈 상륙을 허용하고 말았다. 결과적으로 쇼운의 목숨을 건 철저 항전은 시마즈 군의 규슈 제패의 꿈을 분쇄하는 데 멋지게 성공한 셈이다.
- 이와야 성 함락 뒤, 한냐자카(般若坂, 지명)의에서 쇼운 이하의 수급을 확인하는 의식을 치렀다. 공격군의 총대장 시마즈 다다나가(島津忠長)는 의자에서 일어나 바닥에 정좌하고, 「우리는 보기 드문 명장을 죽이고 만 것이다. 쇼운 님은 군신의 화신이었다. 그 전공과 무훈은 오늘날 일본에서 견줄 자가 없을 것이다. 그의 친구가 될 수 있었다면 최고의 친구가 되었을 터인데…」라고 장수들과 함께 눈물을 흘리며 정중히 두 손을 모았다고 전해진다.
- 이와야 성 아래에 돌 무덤이 있다. 이 무덤은 시마즈 군에게 매수당하여 성 안에 물을 공급하는 수로를 알려준 노파가 낙성 뒤에 쇼운을 기리는 영민들에게 비난받아 산채로 매장당했다고 전해진다.
- 이와야 성을 둘러싼 격전은 전장을 시뻘겋게 물들였으며, 다자이후(太宰府)로 흐르는 소메가와(染川) 역시 선혈로 물들였다고 한다.
- 1587년, 도요토미 히데요시(豊臣秀吉)는 규슈 정벌에 성공하여 사쓰마의 시마즈 가문의 항복을 받아낸다. 히데요시는 귀로에 다자이후의 간세온지(観世音寺)에서 무네토라를 불러들여, 부친 쇼운의 충절과 의로운 죽음을 말하며 「이 어지러운 하극상의 난세에 쇼운 정도의 충성스럽고 용맹한 무사가 진서(鎮西, 규슈)에 있을 것이라고는 생각하지 못했다. 쇼운이야말로 난세에 핀 꽃(乱世の華)이다」라며 쇼운의 죽음을 마음 속 깊이 아쉬워하였다고 전해진다.
- 쇼운의 묘소는 두 군데인데, 이와야 성에는 몸통을 묻은 무덤이 있고, 한냐지(般若寺) 터 부근에는 쇼운의 머리를 묻었다는 무덤이 있다.
- 쇼운 이하 다카하시 가신단의 기일(7월 27일)에는 현재에도 다카하시 가문의 일가친척이 쇼운의 보리사인 사이쇼지(西正寺)에 모여 이와야 제(岩屋忌)를 지내고 있다.

## 평가
- 시마즈 가문의 2만 대군의 침공으로 오토모 가문의 많은 가신이 더 이상 가망이 없다고 판단하여 시마즈 가문으로 귀순하고 있었는데도 불구하고, 적은병사로 철저하게 항전하여 시마즈 군에게 큰 타격을 입혔다. 전원 옥쇄하였으나 후세의 의리 있는 장수로서 그 이름을 남기고 있다.
- 무장으로서의 일화뿐만 아니라, 쇼운 자신의 인간성 등을 이야기하는 일화가 많이 남아있다.

| 전임 다카하시 아키타네 | 지쿠고 다카하시가 당주 | 후임 다치바나 나오쓰구 |